# Umberto Chiacchio
Umberto Chiacchio (8. února 1930 Grumo Nevano – 18. října 2001), byl italský podnikatel a politik.
Byl to známý italský podnikatel, jednatel Italgest S.P.A. V roce 1972 byl zvolen poslancem s politickou stranou Italského sociálního hnutí (Movimento Sociale Italiano).